# Marc Lamont Hill

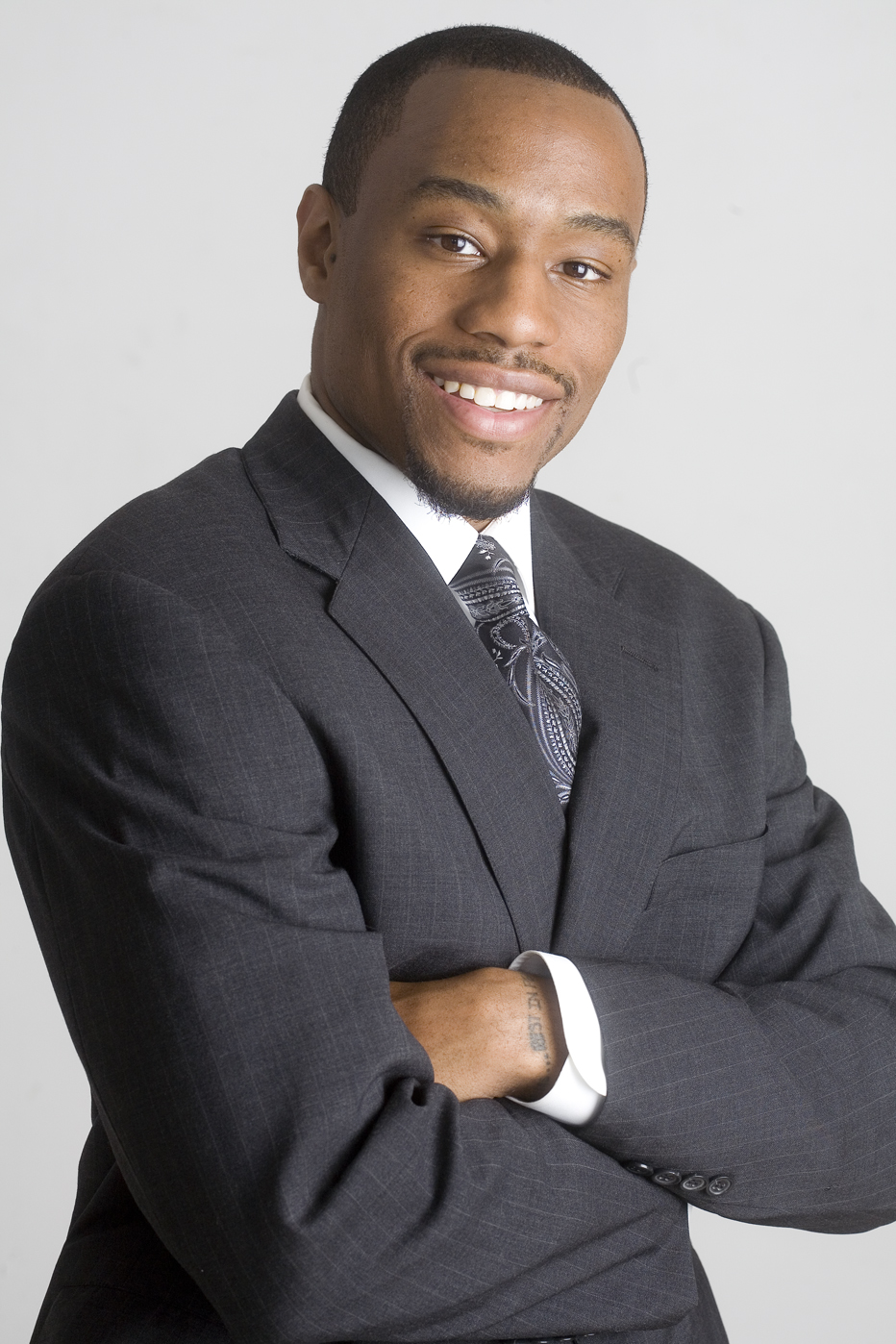
Marc Lamont Hill

Marc Lamont Hill (* 17. Dezember 1978 in Philadelphia) ist ein US-amerikanischer Kulturanthropologe, Autor und Aktivist sowie TV-Persönlichkeit. Er lehrt als Professor für Städtische Pädagogik am CUNY Graduate Center in New York.

## Leben
Hill wurde in Philadelphia geboren und wuchs dort auf. Mit 14 Jahren lernte er in einem Basketball-Sommercamp den späteren NBA-Star Kobe Bryant kennen. Die beiden wurden enge Freunde und blieben es bis zu Bryants Tod. Nach seinem Abschluss an der Carver High School, einer öffentlichen Schule in Philadelphia, besuchte Hill das Morehouse College, eine der selektivsten HBCUs des Landes. Er brach das Studium jedoch bereits im ersten Jahr ab, weil er, wie er selbst sagte, nur „abhing und Ärger machte“. Sein Studium schloss er in seiner Heimatstadt an der Temple University ab, wo er im Jahr 2000 seinen Bachelor-Abschluss in Pädagogik und Spanisch erhielt. Später erwarb er sowohl einen Master-Abschluss als auch einen Doktortitel an der University of Pennsylvania.
Hill moderiert UpFront auf Al Jazeera English, VH1 Live! auf VH1 und die Reunion-Shows der Sendung Basketball Wives. Er ist außerdem Korrespondent für BET News. Zuvor war er der erste Moderator der syndizierten Fernsehsendung Our World mit Black Enterprise, Moderator von HuffPost Live und politischer Kommentator für CNN und Fox News. Im November 2018 wurde Hill von seiner Position bei CNN entlassen, nachdem er für seine Äußerungen vor den Vereinten Nationen zum israelisch-palästinensischen Konflikt kritisiert worden war. CNN nannte keinen Grund für die Entlassung.

## Schriften (Auswahl)
- mit Lalitha Vasudevan (Hrsg.): Media, Learning, and Sites of Possibility (= New Literacies and Digital Epistemologies. Band 22). Peter Lang, New York/Frankfurt am Main 2007, ISBN 978-1-4331-0042-0.
- Beats, Rhymes, and Classroom Life: Hip-Hop Pedagogy and the Politics of Identity. Teachers College Press, New York 2009, ISBN 978-0-8077-4960-9.
- mit Mumia Abu-Jamal: The Classroom and the Cell: Conversations on Black Life in America. Third World Press, Chicago 2012, ISBN 978-0-8837-8337-5 (archive.org).
- Nobody: Casualties of America's War on the Vulnerable, from Ferguson to Flint and Beyond. Simon and Schuster, New York 2016, ISBN 978-1-5011-2496-9.
- mit John Joe Schlichtman, Jason Patch: Gentrifier. University of Toronto Press, Toronto 2017, ISBN 978-1-4426-5045-9.
- We Still Here: Pandemic, Policing, Protest, and Possibility. Hrsg.: Frank Barat. Haymarket Books, Chicago 2020, ISBN 978-1-64259-474-4.
- mit Mitchell Plitnick: Except for Palestine: The Limits of Progressive Politics. New Press, La Vergne 2021, ISBN 978-1-62097-592-3.
- mit Todd Brewster: Seen and Unseen: Technology, Social Media, and the Fight for Racial Justice. Atria Books, New York 2022, ISBN 978-1-98218-041-6.